# Ровишче при Студенцу
Ровишче при Студенцу (словен. Rovišče pri Studencu) је насељено место у општини Севница, Посавска регија, Словенија.

## Историја
До територијалне реорганизације у Словенији било је у саставу старе општине Севница.

## Становништво
У попису становништва из 2011. године, Ровишче при Студенцу је имало 125 становника.
| Број становника према пописима | Број становника према пописима | Број становника према пописима |
| ------------------------------ | ------------------------------ | ------------------------------ |
| 1991                           | 2002                           | 2011                           |
| 159                            | 154                            | 125                            |

Напомена: До 1955. исказивано под именом Ровишче.